# Hugo Bigot
Hugo Bigot ou Hugo Bigod (c. 1094-1176/1177), primeiro conde de Norfolk, foi um importante barão anglo-normando dos reinados de Estêvão e de Henrique II, com uma longa e ativa carreira política. 
Enquanto que o seu pai fora um leal servidor dos primeiros reis normandos, o seu filho é conhecido pela sua lealdade condicionada aos seus interesses na Ânglia Oriental.. Utiliza os conflitos reais, tais como a Guerra civil inglesa entre o rei Estêvão de Inglaterra e Matilde de Inglaterra, e depois a revolta dos filhos de Henrique II em 1173-1174, para beneficiar sua posição a este de Inglaterra.

## Casamento e descendência
Casa-se duas vezes:
- Antes de 1140, casa-se com Juliane de Vere († c. de 1190), filha de Aubrey II de Vere e de Adélaïde de Clare. Tiveram um filho: 
  - Rogério Bigot (c. 1145-1221), sucessor de seu pai.

- Gundreda (v. 1135-1200) é a sua segunda esposa, talvez filha de Rogério de Beaumont, segundo conde de warwick. Tiveram dois filhos:
  - Hugo;
  - Guilherme.